# 크리수빅 화산

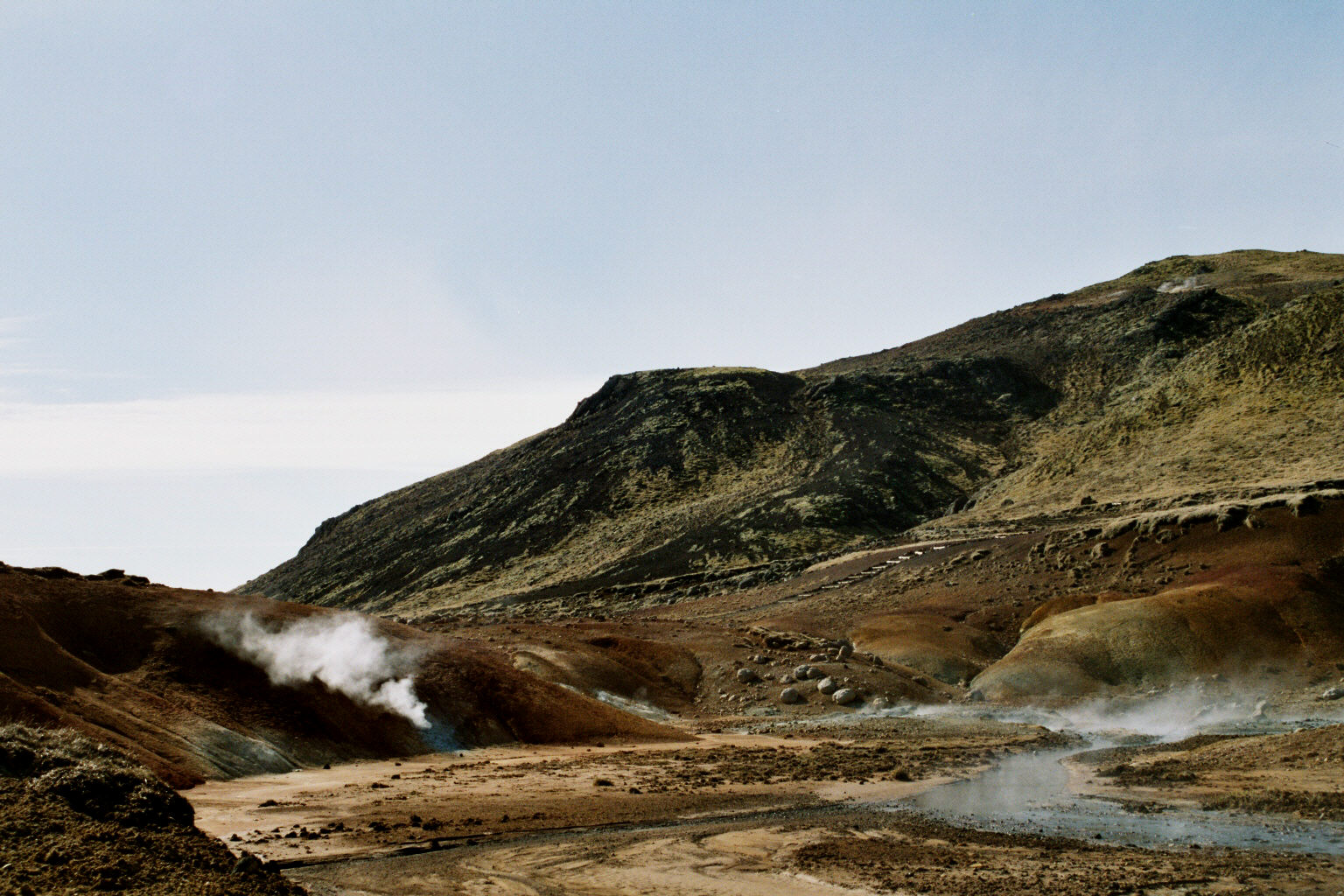

크리수빅 화산(Krýsuvík)은 아이슬란드 남서부의 레이캬네스반도에 있는 화산으로, 거대한 활화산이다.
이 화산은 복합 화산으로, 여러 순상 화산과 열극이 겹쳐서 만들어졌다. 유황이 녹아 생긴 푸른빛의 유황호가 많으며, 빨간색 유황이 나오는 곳도 있다. 또 온천도 많으며 여러 머드팟이 있다. 머드팟들 가운데에는 거의 호수와 비슷하게 된 것도 있다.
1240년 이후 분화 활동이 없었으나 2021년 3월 19일 오후 9시 30분 경 이 화산의 일부인 파그라달스피아들 화산에서 용암분출이 일어나며 781년만에 다시 분화하였다.